# Скотти, Андрес
Андре́с Ско́тти По́нсе де Лео́н (исп. Andrés Scotti Ponce de León; род. 14 декабря 1975, Монтевидео) — уругвайский футболист, выступавший на позиции защитника.

## Биография
Карьеру начал в 1996 году в клубе «Сентраль Эспаньол», затем выступал в клубах Уругвая (включая «Насьональ»), Чили, России, Мексики и Аргентины.
В 2003—2006 гг. играл за российский «Рубин» (Казань), в 2003 завоевал бронзу чемпионата и вошёл в список 33 лучших футболистов чемпионата России под третьим номером.
Болельщикам «Рубина» он запомнился своим умением бросать мяч из аута на несколько десятков метром, фактически через пол поля. Благодаря чему было забито несколько эффектных голов.
С 2006 по 2013 год выступал за сборную Уругвая, в её составе принял участие в Кубке Америки (уже будучи футболистом аргентинского «Архентинос Хуниорс») в 2007 году, а также в отборочных матчах к чемпионату мира 2010 года. Полуфиналист Чемпионата мира 2010 в ЮАР и победитель Кубка Америки 2011 в Аргентине.
В 2018—2019 годах Скотти входил в назначенный ФИФА Стабилизационный комитет при Уругвайской футбольной ассоциации, который на временной основе выполнял руководящие функции в главной футбольной организации страны, после ухода с должности Вильмара Вальдеса и до вступления в должность нового президента АУФ — Игнасио Алонсо.

## Достижения

### Командные
«Монтевидео Уондерерс»
- Победитель Лигильи Уругвая: 2001

«Насьональ»
- Чемпион Уругвая: 2002, 2011/12
- Победитель Апертуры: 2002

«Рубин»
- Бронзовый призёр чемпионата России: 2003

Сборная Уругвая
- Обладатель Кубка Америки: 2011

### Личные
- Список 33 лучших футболистов чемпионата России: №3 — 2003